# Pandozja

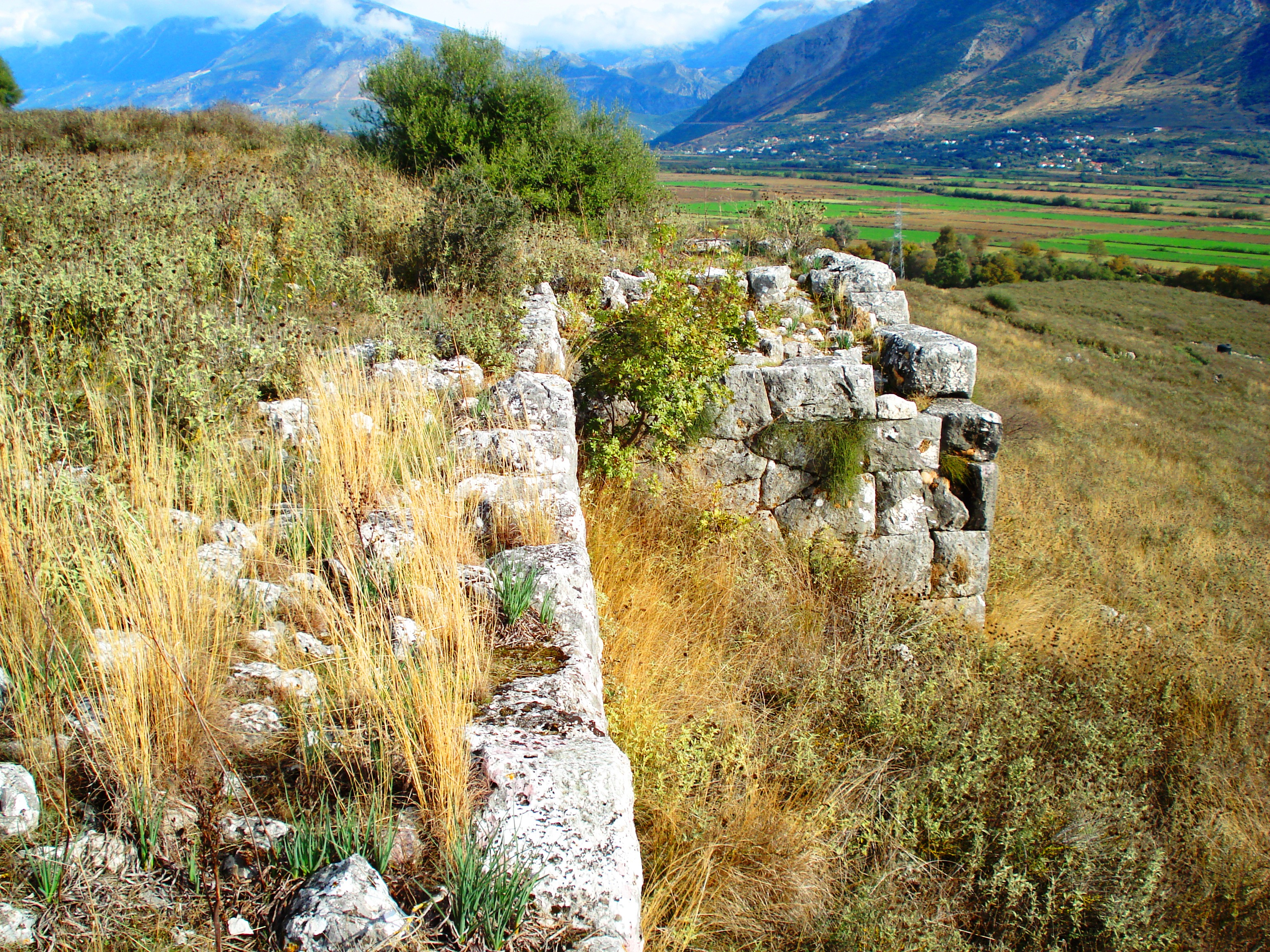
Ruiny murów starożytnej Pandozji na tle doliny Fanari

Pandozja (gr. Πανδοσία Pandosía) – starożytne miasto w południowym Epirze, położone na prawym brzegu rzeki Acheron.
Kolonia Elidy o nieznanej dacie założenia. Według stwierdzenia w jednej z mów Demostenesa (O Halonnesos; VII, 32) miała być jedną z czterech elejskich kolonii założonych na ziemiach tzw. Kassopii . Podobnie jak inne (Buchetion, Elatreja, Batiaj), z powodu dominacji w tym regionie kolonii Koryntu nie odgrywała większej roli handlowej. W 342 p.n.e. została wraz z pozostałymi opanowana przez Filipa II Macedońskiego i przekazana jego szwagrowi Aleksandrowi dla powiększenia jego epirockiego królestwa. Skutkiem tej zmiany politycznej było też wprowadzenie macedońskiej monety Filipa cechowanej jego znakami.
Badania archeologiczne prowadzone od lat 70. XX wieku poświadczyły zasiedlenie tego miejsca od czasów przedhistorycznych oraz ufortyfikowanie Pandozji pod koniec V – na początku IV w. p.n.e. murem poligonalnym obejmującym obszar 13 hektarów. Samo polis podzielone było na dwie części murem wewnętrznym, rzeźba terenu jednak wykluczała jego regularne rozplanowanie urbanistyczne. W obwarowaniach miasta ustalono istnienie ok. 20 wież i 3 bram, na szczycie wzgórza zachowały się 2 duże cysterny. Pozostałości Pandozji zlokalizowane są na wzgórzu koło wsi Kastri w rejonie Prewezy. 